# Iweta Rajlich
Iweta Rajlich, nata Radziewicz (Varsavia, 16 marzo 1981), è una scacchista polacca.
È maestro internazionale e grande maestro femminile, vincitrice di diversi tornei open e femminili in Polonia. Ha vinto due campionati europei giovanili: nel 1993 nella categoria Under-12, e nel 1994 nella categoria Under-14. Dal 1999 al 2019 ha vinto otto volte il Campionato polacco femminile. 
Ha fatto parte del team che ha sviluppato il motore scacchistico Rybka. Ha sposato Vasik Rajlich, autore principale di Rybka, il 19 agosto 2006.
Nel settembre 2009 occupava la 31ª posizione nella classifica femminile del rating FIDE, con un Elo di 2465 punti.